# Mycoporellum perexiguum
Mycoporellum perexiguum är en lavart som beskrevs av Müll. Arg. 1981. Mycoporellum perexiguum ingår i släktet Mycoporellum, klassen Dothideomycetes, divisionen sporsäcksvampar och riket svampar.   Inga underarter finns listade i Catalogue of Life.